# Grofija, Peračica
Grofija je potok, ki izvira na južnem pobočju hriba Grofija (572 m), zahodno od vasi Peračica na Gorenjskem. Kot levi pritok se izliva v potok Peračica, ta pa se naprej kot levi pritok izliva v Savo.